# Hercules (Laser)
Hercules ist der Name eines Lasers (Titan-Saphir-Femtosekundenlaser) des Center for Ultrafast Optical Science (CUOS) der University of Michigan in Ann Arbor.
Der Hercules ist mit einer optischen Impuls-Leistung von 300 Terawatt (TW) einer der leistungsstärksten Laser der Welt. Das wird durch Nutzung der chirped pulse amplification-Technik erreicht. Die Breite des fokussierten Laserstrahls beträgt ca. 1,3 µm. Nach Angaben der Entwickler gibt es im gesamten Universum sonst keinen Ort mit einer vergleichbaren Lichtintensität. Die hohe Leistung des Lasers wird nur durch die Abgabe der gepumpten Energie innerhalb von Femtosekunden erreicht. Der Laserpuls dauert ca. 30 Femtosekunden. Die Impulsenergie beträgt weniger als 10 Joule.
Der reine Aufbau als Titan:Saphir-Laser bietet gegenüber bisherigen Hochleistungslasern, die zum Wiederaufladen bis zu eine Stunde benötigen, den Vorteil, dass bei Hercules alle 10 Sekunden ein Laserpuls emittiert werden kann.
Mit diesen Leistungen bietet der Laser Einsatzmöglichkeiten in der Physik (z. B. Untersuchung extremer Zustände von Materie bis hin zu Eckpunkten der Trägheitsfusion), aber auch in der Medizin.